# Monumento Conmemorativo Nacional de Oklahoma City

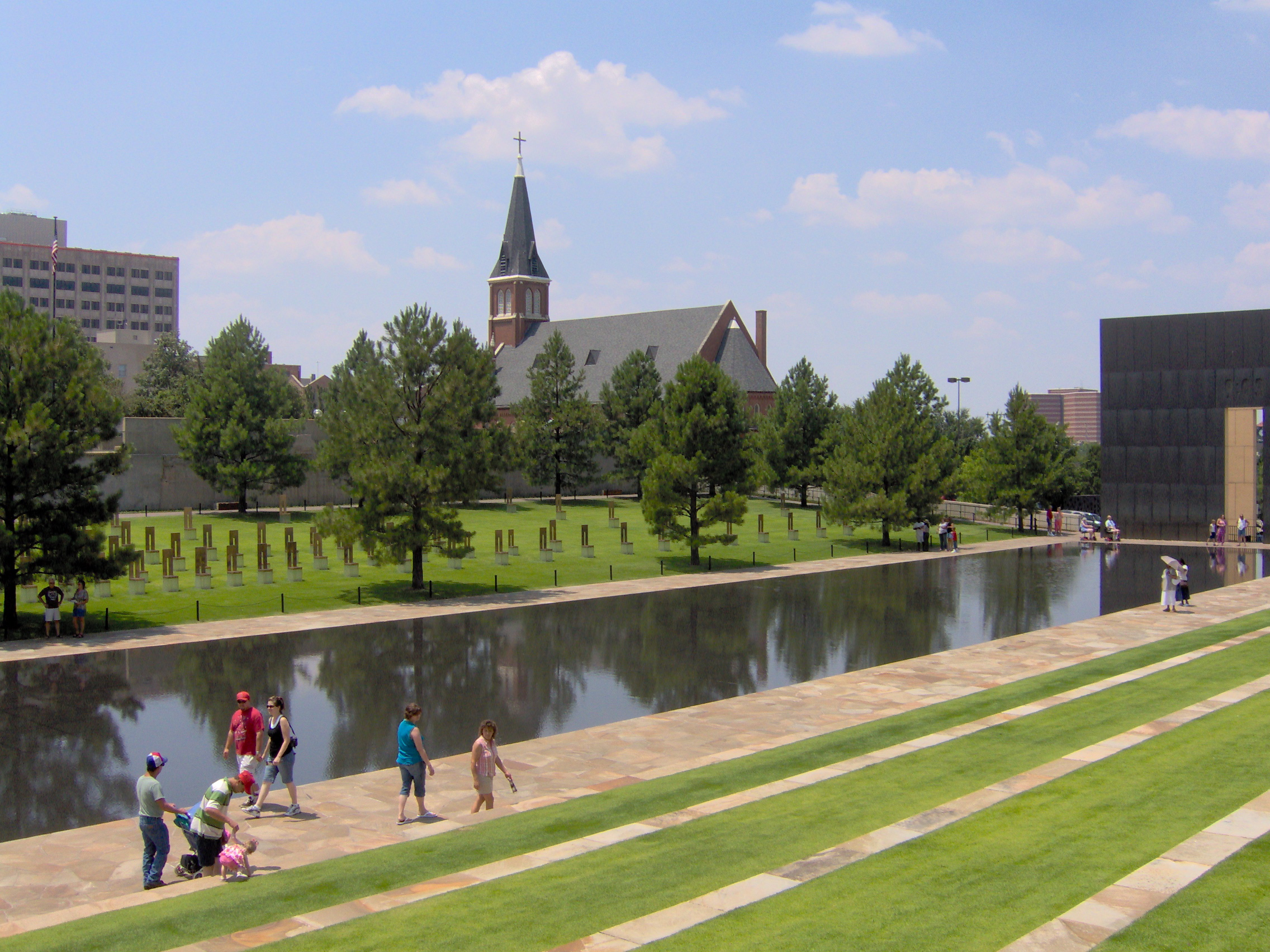
El memorial fotografiado en el año 2006.

El Monumento Conmemorativo Nacional de Oklahoma City (en inglés, Oklahoma City National Memorial)  es un Monumento Conmemorativo Nacional (Estados Unidos) construido  en Oklahoma City en honor a las víctimas del atentado de Oklahoma City del 19 de abril de 1995. Está ubicado en donde estaba el Edificio Federal Alfred P. Murrah, que quedó parcialmente destruido durante el atentado.
El Monumento Conmemorativo Nacional fue creado el 9 de octubre de 1997, mediante la firma por el presidente Bill Clinton de la Ley del Monumento Conmemorativo Nacional de Oklahoma City («Oklahoma City National Memorial Act»), y, como ocurre con todas las áreas históricas dependientes del Servicio de Parques Nacionales, fue administrativamente listada en el Registro Nacional de Lugares Históricos ese mismo día.